# Саурыков, Ерболат Байузакович
Ерболат Байузакович Саурыков (каз. Ерболат Байұзақұлы Саурықов, род. 12 сентября 1971) — казахстанский учёный, государственный деятель, член Комитета по международным делам, обороне и безопасности Мажилиса Парламента Республики Казахстан VIII созыва. Доктор филологических наук (2010).

## Биография

### Образование
С 1989 по 1994 годы проходил обучение в Жамбылском педагогическом институте по специальности «Казахский язык и литература». С 2009 по 2011 годы учился в Таразском инновационно-гуманитарном университете.
Научными исследованиями занялся в Казахском национальном университете имени Аль-Фараби в 1994 году. С 1995 по 1998 годы обучался в аспирантуре Казахского национального университета имени Аль-Фараби, обладатель президентской стипендии.
В 1999 году защитил диссертацию на соискание степени кандидата наук по специальности «Сравнительно-историческое, типологическое и сопоставительное языкознание», а в 2010 году получил степень доктора филологических наук.

### Трудовая деятельность
Свою трудовую деятельность начал научным сотрудником научно-исследовательского центра при университете «Древнетюркские письменные памятники».
С 2000 по 2001 годы работал в должности заведующего кафедрой «Казахский язык» в Таразском государственном университете имени М. Х. Дулати.
С 2001 по 2004 годы являлся руководителем тестовым центром Южно-Казахстанского государственного университета имени М.Ауэзова и научно-исследовательским центром «Тюркология».
С 2004 по 2006 годы работал в должности проректора по учебно-методической работе Таразского государственного педагогического института.
С 2006 по 2010 годы являлся деканом факультетов «Юриспруденция и история», «Филология» Таразского института Международного казахско-турецкого университета имени А. Ясави, а также исполнял обязанности заместителя директора по научной работе и международным связям.
С 2011 по 2012 годы — первый проректор Таразского инновационно-гуманитарного университета, а с 2012 по 2022 годы — ректор Таразского инновационно-гуманитарного университета (ныне Международный Таразский инновационный институт имени Шерхана Муртазы).

## Выборные должности
С 28 марта 2023 года является депутатом Мажилиса Парламента Республики Казахстан VIII созыва. Выдвинут партией «Ауыл». В Парламенте работает в должности члена Комитета по международным делам, обороне и безопасности.

## Общественно-политическая работа
С 2015 по 2023 годы являлся председателем филиала Народно-демократической патриотической партии «Ауыл» по Жамбылской области.

## Семья
Женат, воспитывает четверых детей.

## Награды
- Орден «Курмет» (2022);
- Медаль «За трудовое отличие» (2015).